# Painted by Numbers
«Painted by Numbers» es el segundo sencillo del álbum Dying to Say This to You de la banda de origen sueco de New Wave, The Sounds.
- Datos: Q2918394